# Dodge & Cox

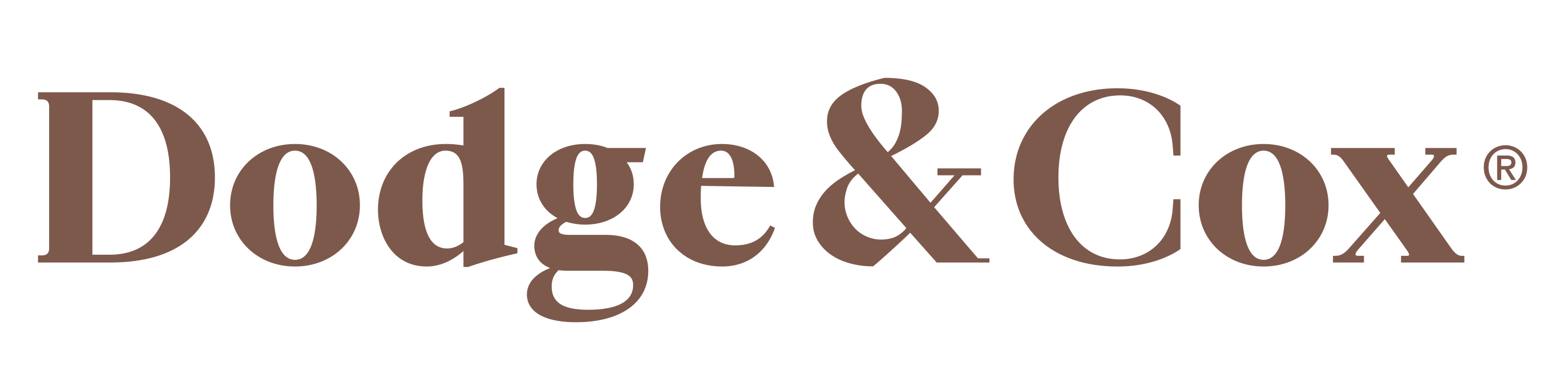
Logo von Dodge & Cox

Dodge & Cox ist eine US-amerikanische Investmentgesellschaft mit Hauptsitz in San Francisco, Kalifornien. Sie wurde 1930 von Van Duyn Dodge und E. Morris Cox in San Francisco gegründet. Die Fonds des Unternehmens verfügen über ein verwaltetes Vermögen von 235 Milliarden US-$ (Stand: 31. Dezember 2007).

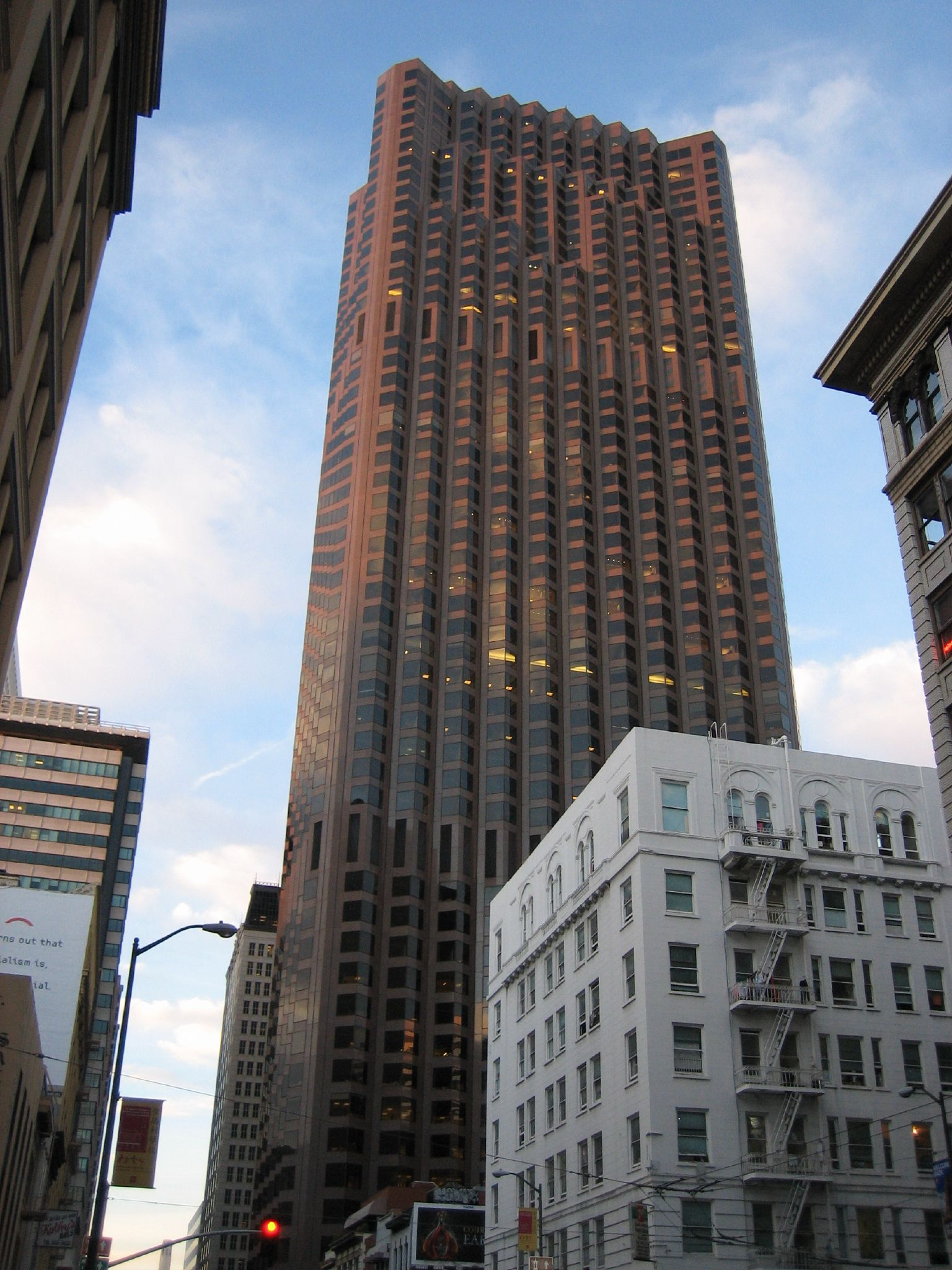
Hauptquartier von Dodge & Cox im Bank of America Center in San Francisco

Im Dezember 2015 verwaltete Dodge & Cox ein Vermögen von 270 Milliarden US-$.
Dodge & Cox hält einen Aktienanteil von 5,87 % am Elektronik-Konzern Matsushita.
Des Weiteren hält Dodge & Cox einen Aktienanteil von 10,09 % am weltgrößten Ziegelhersteller Wienerberger und auch größere Anteile an General Motors und Infineon.
Im August 2016 reduzierte Dodge & Cox seine Beteiligung an Petrobras auf weniger als 5 %.

## Beteiligungen
- Hewlett-Packard[3]
- Target Corporation[4]
- Goldman Sachs Group[5]
- Bank of America[6]
- MetLife[7]
- Holcim[8][9]
- Aviva[10]